# Rodrigo Villagra
Rodrigo Román Villagra (Morteros, 14 de febrero de 2001) es un futbolista argentino que juega como mediocampista en el PFC CSKA Moscú de la Liga Premier de Rusia.
Es hermano del también futbolista Cristian Villagra.

## Trayectoria

### Inicios
Rodrigo Villagra pasó por las categorías inferiores de 9 de Julio de Morteros y Rosario Central.

### Rosario Central
Diego Cocca fue el técnico que lo eligió para su debut profesional en el "Canalla", ya que el mediocampista fue titular durante todo el partido de la fase de grupos de la Copa Libertadores ante Libertad, el 4 de abril de 2019. Antes había estado en el banco de suplentes en la misma competición un mes antes contra Grêmio.

### Talleres de Córdoba
Pasó a Talleres en 2021, club que adquirió el 65% de su ficha en un contrato que lo vinculaba con la institución cordobesa hasta 2025. Se adaptó rápidamente al club, con el que jugó la final de la Copa Argentina 2021 y 2022. Además, disputó la Copa Libertadores 2022 con el conjunto cordobés, llegando a la instancia de cuartos de final.
En Talleres, Villagra disputó 119 partidos, de los cuales 113 fueron como titular. Jugó 93 partidos en la Liga Profesional de Fútbol (incluye Liga y Copa de la Liga), 16 por la Copa Argentina y 10 por la Copa Libertadores.

### River Plate
El 3 de febrero del 2024 se oficializó la venta de Villagra a River Plate en una operación cuyo total supera los USD 10.000.000 e incluye, dentro de este monto, el 25% del pase de Federico Girotti (valuado en USD 200.000), adquiriendo el 100% del pase de Rodrigo. Su presentación se dio en simultáneo con la del lateral uruguayo Agustín Sant'Anna.
Villagra haría su debut en el club millonario el 8 de febrero, en un partido contra Excursionistas por los treintidosavos de final de la Copa Argentina. El cordobés entraría en el segundo tiempo, sustituyendo a Franco Mastantuono, logrando jugar poco más de 18 minutos.

## Selección nacional

### Selección Sub-20
En 2019 fue convocado a la Selección Argentina Sub-20 por Fernando Batista.

### Selección sub-23
En 2023 fue convocado a la selección Argentina sub-23 de Javier Mascherano

## Estadísticas

### Clubes
Actualizado de acuerdo al último partido jugado el 21 de agosto de 2024.
| Club | Div.          | Temporada     | Liga  | Liga  | Liga   | Copas Nacionales (1) | Copas Nacionales (1) | Copas Nacionales (1) | Copas Internacionales (2) | Copas Internacionales (2) | Copas Internacionales (2) | Total | Total | Total  |
| Club | Div.          | Temporada     | Part. | Goles | Asist. | Part.                | Goles                | Asist.               | Part.                     | Goles                     | Asist.                    | Part. | Goles | Asist. |
| --- | ------------- | ------------- | ----- | ----- | ------ | -------------------- | -------------------- | -------------------- | ------------------------- | ------------------------- | ------------------------- | ----- | ----- | ------ |
| Rosario Central Argentina | 1.ª           | 2018-19       | 1     | 0     | 0      | 2                    | 0                    | 0                    | 3                         | 0                         | 0                         | 6     | 0     | 0      |
| Rosario Central Argentina | 1.ª           | 2019-20       | 1     | 0     | 0      | 0                    | 0                    | 0                    | 0                         | 0                         | 0                         | 1     | 0     | 0      |
| Rosario Central Argentina | 1.ª           | 2020          | -     | -     | -      | 11                   | 0                    | 1                    | 0                         | 0                         | 0                         | 11    | 0     | 1      |
| Rosario Central Argentina | 1.ª           | 2021          | 1     | 0     | 0      | 12                   | 0                    | 1                    | 6                         | 0                         | 0                         | 19    | 0     | 1      |
| Rosario Central Argentina | Total club    | Total club    | 3     | 0     | 0      | 25                   | 0                    | 2                    | 9                         | 0                         | 0                         | 37    | 0     | 2      |
| Talleres (C) Argentina | 1.ª           | 2021          | 20    | 0     | 1      | 4                    | 0                    | 0                    | 0                         | 0                         | 0                         | 24    | 0     | 1      |
| Talleres (C) Argentina | 1.ª           | 2022          | 25    | 0     | 0      | 17                   | 0                    | 0                    | 10                        | 0                         | 0                         | 52    | 0     | 0      |
| Talleres (C) Argentina | 1.ª           | 2023          | 26    | 0     | 1      | 17                   | 0                    | 1                    | 0                         | 0                         | 0                         | 43    | 0     | 2      |
| Talleres (C) Argentina | Total club    | Total club    | 71    | 0     | 2      | 38                   | 0                    | 1                    | 10                        | 0                         | 0                         | 119   | 0     | 3      |
| River Plate Argentina | 1.ª           | 2024          | 15    | 0     | 1      | 13                   | 0                    | 0                    | 8                         | 0                         | 0                         | 36    | 0     | 1      |
| River Plate Argentina | Total club    | Total club    | 15    | 0     | 1      | 13                   | 0                    | 0                    | 8                         | 0                         | 0                         | 36    | 0     | 1      |
| CSKA Moscú · Rusia | 1.ª           | 2024-25       | 0     | 0     | 0      | 0                    | 0                    | 0                    | 0                         | 0                         | 0                         | 0     | 0     | 0      |
| CSKA Moscú · Rusia | Total club    | Total club    | 0     | 0     | 0      | 0                    | 0                    | 0                    | 0                         | 0                         | 0                         | 0     | 0     | 0      |
| Total carrera | Total carrera | Total carrera | 89    | 0     | 3      | 76                   | 0                    | 3                    | 27                        | 0                         | 0                         | 192   | 0     | 6      |
| (1) Las copas nacionales se refiere a la Copa Argentina, la Copa de la Liga Profesional y la Copa de Rusia. (2) Las copas internacionales se refiere a la Copa Libertadores y la Copa Sudamericana. |               |               |       |       |        |                      |                      |                      |                           |                           |                           |       |       |        |

## Palmarés

### Campeonatos nacionales
| Título              | Equipo              | País      | Año  |
| ------------------- | ------------------- | --------- | ---- |
| Supercopa Argentina | C. A. River Plate   | Argentina | 2023 |
| Copa de Rusia       | P. F. C. CSKA Moscú | Rusia     | 2025 |